# Mlle Le Sénéchal de Kercado
Mlle Le Sénéchal de Kercado, née le 4 décembre 1785 à Vannes et morte après 1815, est une compositrice française.

## Biographie
D'après la musicologue Florence Launay, Mlle Le Sénéchal de Kercado est probablement Marie Alexandrine Hyacinthe, née le 4 décembre 1785 à Vannes et baptisée le 12, seconde fille de la famille Le Sénéchal de Kercado, famille de la noblesse bretonne. Une autre fille fait partie de la famille, Joséphine Eulalie Adèle, mais son âge (elle est née le 14 janvier 1784) et sa carrière de peintre font plutôt penser que sa sœur est bien la compositrice,. Elle a été formée à la composition musicale par le compositeur italien Angelo Tarchi, qui, impressionné par son talent, l'encouragea dans ses débuts.
Sa seule œuvre connue est l'opéra La Méprise volontaire ou la Double Leçon (1805) qu'elle compose à dix-neuf ans, sur un livret d'Alexandre Duval. La première a lieu à l'Opéra-Comique le 24 juin 1805,,.
Malgré le succès de l'opéra,, aucune autre trace n'existe de la compositrice sinon la mention en 1815 d'une Demoiselle de Kercado, née en 1785, rentière à Lunéville.
Elle se marie le 5 mai 1816 avec Pierre Ougrimoff à Hirson dans l'Aisne.

## Œuvres
- La Méprise volontaire ou la Double Leçon (1805), opéra, livret d'Alexandre Duval.